# 판테온
판테온(그리스어: Πάνθειον)은 그리스어의 "모든 신들"이라는 말에서 유래한 말로, 한국어로는 범신전(汎神殿), 만신전(萬神殿)으로도 번역되며, 모든 신을 모시는 신전을 의미한다. 이런 의미에서의 판테온은 주로 고대 그리스·고대 로마에서 등장했다. 그러나 유일신을 믿는 기독교가 등장하면서 판테온은 본연의 역할을 잃어버렸다. 인본주의적 풍토의 르네상스 시대를 거친 뒤의 16세기에는 종교적 건물뿐만 아니라 위인들을 모신 건축물에도 판테온이라는 이름이 붙여졌다. 오히려, 신들의 모습을 통한 다양성과 절대성을 인간들이 판테온을 통해 경험하고 공존할 수 있는 공간이 되어준다는 의미가 있다.
판테온 신전 안에서는 절대성과 다양성의 균형이 전제되어야 여러 신들이 공존할 수 있게 되는데, 이러한 설정이 혼합주의를 전적으로 의미하게 되는 것은 아니다.

## 같이 보기
- 판테온 신전